# Kvarngölen (Malexanders socken, Östergötland, 644329-146756)
Kvarngölen är en sjö i Boxholms kommun i Östergötland och ingår i Motala ströms huvudavrinningsområde.